# Układ grupowy AB0

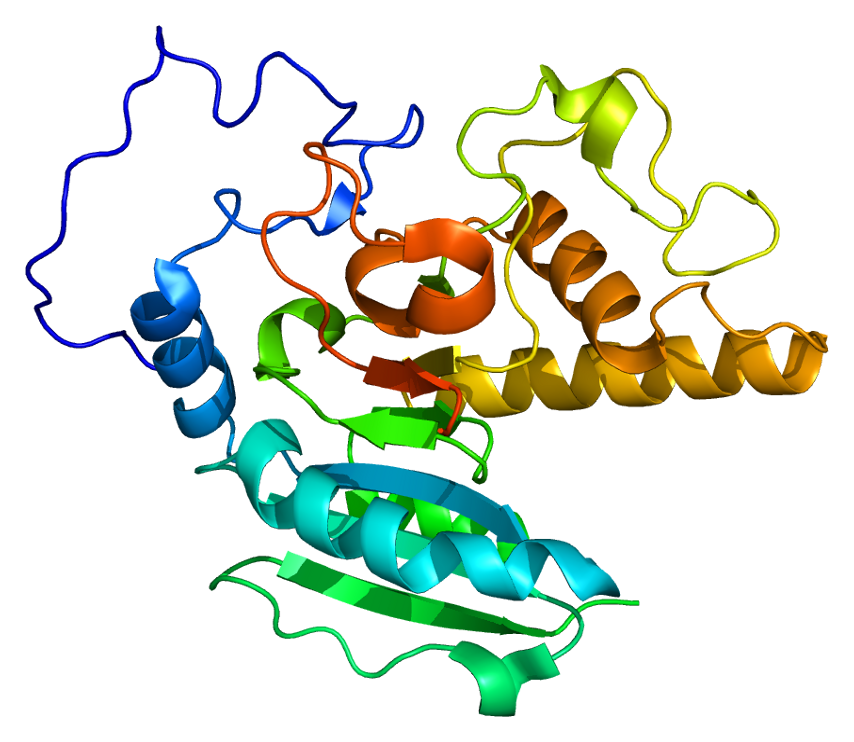
Białko wytwarzające enzymy odpowiedzialne za determinację grup krwi

Układ AB0 lub ABO – najważniejszy układ grupowy krwi występujący u człowieka. Rozmieszczenie jego antygenów nie ogranicza się wyłącznie do erytrocytów. Są one obecne na powierzchni wszystkich komórek organizmu, z wyjątkiem komórek tkanki nerwowej. Antygeny tego układu mają charakter polisacharydów. Pojawiają się w 5–6. tygodniu życia płodowego, jednak do ich pełnej ekspresji dochodzi w 6-18 miesięcy po urodzeniu. Dlatego grupa krwi dziecka ustalona w pierwszych miesiącach po narodzinach może być niewiarygodna.
Jest to układ, w obrębie którego znajdują się naturalne przeciwciała przeciwko antygenom, nieobecnym na własnych krwinkach. Dlatego tak istotny jest dobór krwi właśnie w tym układzie grupowym.

## Antygeny
Antygeny układu AB0 są polisacharydami, przyczepionymi głównie do białek powierzchniowych komórek (niewielka ich część jest dołączona do lipidów). Obecne są na wielu komórkach, w praktycznie wszystkich tkankach, z wyjątkiem tkanki nerwowej – dlatego też nie ma ich w płynie mózgowo-rdzeniowym. Znaleziono je m.in. w ślinie i gruczołach ślinowych, płucach, nerkach, wątrobie, trzustce, jądrach, nasieniu i płynie owodniowym. Antygeny te różnią się u poszczególnych osobników w zależności od alleli genów (kodujących enzymy niezbędne do ich syntezy) dostarczonych przez rodziców w procesie zapłodnienia.
Istnieją cztery warianty antygenów w tym układzie grupowym: A, B, AB i 0. Ponadto wytwarzany jest również antygen H, którego największe stężenie opisuje się u osób z grupą krwi 0. Antygen H oraz geny odpowiedzialne za jego syntezę odpowiadają za prawidłowe powstawanie antygenów A i B. Proces syntezy antygenów rozpoczyna się syntezą antygenu H. Jeżeli osoba ma grupę krwi 0, proces zostaje zatrzymany na tym etapie, natomiast jeżeli została odziedziczona grupa krwi A, B lub AB, synteza podąża dalej. Brak tego antygenu, występujący na skutek mutacji genu H, skutkuje wystąpieniem rzadkiej grupy krwi Bombaj 0h.
Znaczenie kliniczne ma również zróżnicowanie w grupie A. Wyróżnia się podgrupę A1 (a w jej obrębie – A101, A102, A103 i in.), podgrupę A2 (A201 – A206) oraz inne rzadkie podgrupy, czyli A3, Ax, Ae1. Istotą różnicy w podgrupach jest aktywność dziedziczonej glikozylotransferazy, która ma największą aktywność u osób z A1. W rezultacie u osób z podgrupą A2 może dojść do występowania naturalnych przeciwciał anty-A1.
Poza antygenami każda grupa krwi charakteryzuje się odpowiednim zestawem naturalnych przeciwciał należących do klasy IgM:
- grupa A1: anty-B;
- grupa A2: anty-B i niekiedy anty-A1;
- grupa B: anty-A;
- grupa 0: anty-A i anty-B;
- grupa A1B: brak naturalnych przeciwciał;
- grupa A2B: mogą wystąpić anty-A1.[7]

## Zasady zgodności

Schemat zgodności erytrocytów w układzie AB0. Osoba z grupą krwi 0 może być dawcą dla pozostałych grup, osoby z grupami A i B mogą być dawcami dla osób z grupą krwi AB.

Zasady transfuzji krwi wynikają z możliwości występowania przeciwciał przeciwko antygenom różnych układów grupowych krwi. Najistotniejsze znaczenie kliniczne mają układy AB0 i Rh.
Występowanie przeciwciał skierowanych przeciwko antygenom grupowym opisują tzw. prawa Landsteinera: 1) jeżeli krew zawiera antygen określający grupę krwi (A, B lub Rh+), nie zawiera przeciwciał przeciwko temu antygenowi; 2) krew zawiera przeciwciała przeciwko antygenom grupowym nie występującym u danego osobnika. Oznaczenie grupy krwi jako 0 lub Rh−, oznacza brak tych antygenów w organizmie, co przekłada się na możliwość wytworzenia przeciwciał przeciwko wszystkim innym antygenom obcym dla danej osoby (czyli w tym wypadku dla A, B i Rh+).
Zgodnie z tymi zasadami krew grupy 0Rh− można przetoczyć każdej osobie, natomiast dawcą dla osoby z tą grupą musi być osoba o identycznej grupie krwi (0Rh−). Osoba mająca grupę ABRh+ może otrzymać dowolną krew, natomiast może być dawcą jedynie dla osoby z tą samą grupą krwi. Istnieje więc możliwość następujących wariantów zgodności dawców i biorców krwi:
| Biorca | Dawca | Dawca | Dawca | Dawca | Dawca | Dawca | Dawca | Dawca |
| Biorca | 0Rh−  | 0Rh+  | BRh−  | BRh+  | ARh−  | ARh+  | ABRh− | ABRh+ |
| ------ | ----- | ----- | ----- | ----- | ----- | ----- | ----- | ----- |
| ABRh+  | X     | X     | X     | X     | X     | X     | X     | X     |
| ABRh−  | X     |       | X     |       | X     |       | X     |       |
| ARh+   | X     | X     |       |       | X     | X     |       |       |
| ARh−   | X     |       |       |       | X     |       |       |       |
| BRh+   | X     | X     | X     | X     |       |       |       |       |
| BRh−   | X     |       | X     |       |       |       |       |       |
| 0Rh+   | X     | X     |       |       |       |       |       |       |
| 0Rh−   | X     |       |       |       |       |       |       |       |

Ponadto podczas transfuzji krwi należy przestrzegać następujących zasad:
- przetaczana krew musi być zgodna w układzie AB0 i antygenie D układu Rh;
- przed przetoczeniem wykonuje się próbę krzyżową – podczas próby sprawdza się, czy zachodzi aglutynacja między erytrocytami dawcy a surowicą biorcy oraz surowicą dawcy, a erytrocytami biorcy (eliminuje to błędy w określeniu grupy i konflikt serologiczny u osób z grupą „Bombay”);
- u osób, u których wystąpił kiedyś konflikt serologiczny, dobiera się również krew w pozostałych czterech podstawowych antygenach układu Rh i zgodną w antygenie K układu Kell;
- w bardzo rzadkich przypadkach powstaje konflikt na tle niezgodności w układzie: MNS – antygeny S i U, Kidd – antygen Ik, Kell – antygen K[10]

## Przeciwciała
W ludzkiej krwi występują przeciwciała przeciwko antygenom z układu AB0. Są one wytwarzane przeciw antygenom bakterii naturalnie bytujących w ludzkim jelicie (tzw. mikrobiom). Przeciwciała te mogą reagować z przetoczonymi krwinkami. W efekcie powoduje to szereg odczynów poprzetoczeniowych. Przeciwciała te należą z reguły do klasy IgM i pojawiają się u człowieka tuż po urodzeniu. Niektóre z przeciwciał należą jednak do klasy IgG, podobnie jak przeciwciała układu Rh. Ponieważ przeciwciała IgG matki (inaczej niż IgM) są w stanie przejść przez łożysko i dotrzeć do płodu, mogą powodować konflikt serologiczny. Dzieje się jednak to rzadko, źródła podają częstotliwość od 1 na 1000 porodów do 1 na 5000 porodów. Dużo częściej przyczyną konfliktu serologicznego jest układ Rh.
Ponieważ antygeny grupowe układu AB0 należą do polisacharydów, nie wywołują odpowiedzi limfocytów T.

## Genetyka
Geny A, B i 0 mają długość 18-20 kb, składają się z 7 eksonów. Allele A i B są wysoce homologiczne do siebie, różnice między nimi dotyczą jedynie czterech spośród 353 reszt aminokwasowych. Te niewielkie różnice przekładają się jednak na aktywność enzymatyczną białek. Allel 0 powstał w wyniku mutacji w genie kodującym allel A, powodującej brak jednego nukleotydu w eksonie 6 – skutkiem tego jest skrócenie syntetyzowanego białka o ponad 200 aminokwasów.
Fenotypową grupę krwi (kliniczną) kodują odpowiednio:
- grupę A mają osoby o genotypie AA lub A0;
- grupę B mają osoby o genotypie BB lub B0;
- grupę AB mają osoby o genotypie AB;
- grupę 0 mają osoby o genotypie 00[10].

Bądź, precyzyjniej:
- grupę A1 mają osoby o genotypie A10, A1A1, A1A2;
- grupę A2 mają osoby o genotypie A2A2 lub A20;
- grupę B mają osoby o genotypie BB lub B0;
- grupę A1B mają osoby o genotypie A1B;
- grupę A2B mają osoby o genotypie A2B;
- grupę 0 mają osoby o genotypie 00[7].

Grupy krwi determinowane są genetycznie i dziedziczone zgodnie z charakterem ich genów.
| Rodzic | Rodzic  | Rodzic         | Rodzic         | Rodzic      |
| Rodzic | 0       | A              | B              | AB          |
| ------ | ------- | -------------- | -------------- | ----------- |
| 0      | 0       | 0 lub A        | 0 lub B        | A lub B     |
| A      | 0 lub A | 0 lub A        | 0, A, B lub AB | A, B lub AB |
| B      | 0 lub B | 0, A, B lub AB | 0 lub B        | A, B lub AB |
| AB     | A lub B | A, B lub AB    | A, B lub AB    | A, B lub AB |

## Częstość występowania
| Grupa | występowanie [%] | biorca ma dawców [%] | dawca ma biorców [%] |
| ----- | ---------------- | -------------------- | -------------------- |
| 0Rh−  | 6                | 6                    | 100                  |
| 0Rh+  | 31               | 37                   | 85                   |
| ARh−  | 6                | 12                   | 46                   |
| ARh+  | 32               | 75                   | 39                   |
| BRh−  | 2                | 8                    | 25                   |
| BRh+  | 15               | 54                   | 22                   |
| ABRh− | 1                | 15                   | 8                    |
| ABRh+ | 7                | 100                  | 7                    |